# Dool (Band)
Dool ist eine niederländische Rockband aus Rotterdam. Der Bandname ist niederländisch und bedeutet so viel wie „wandert“, also das Verb „wandern“ im Imperativ.

## Geschichte

### Gründung undHere Now, There Then(2015 bis 2018)

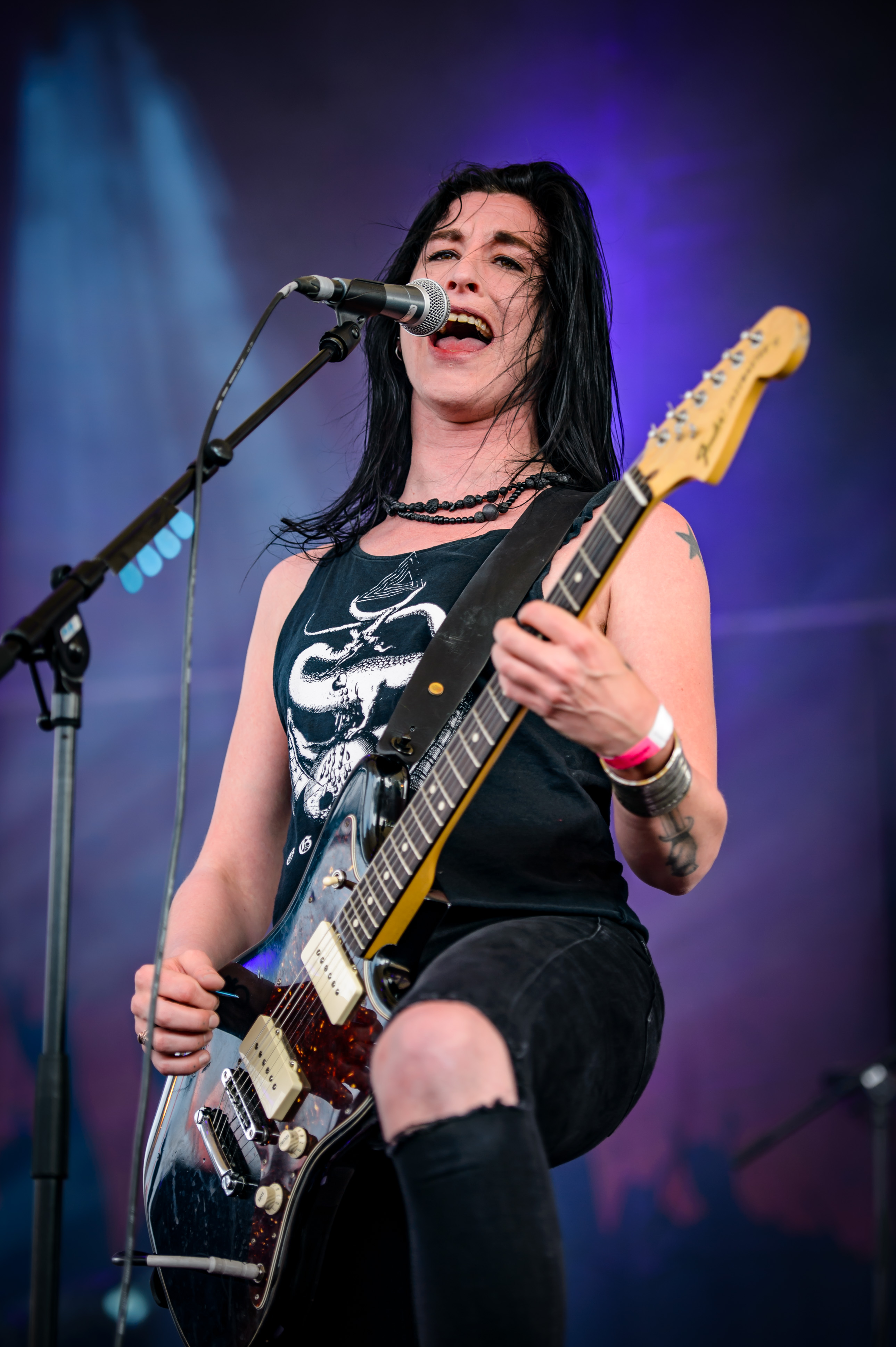
Raven van Dorst (Leadgesang)

Mitglieder der Band sind neben Raven van Dorst (Leadgesang) der Bassist Job van de Zande, der Schlagzeuger Micha Haring (beide ehemals The Devil’s Blood) und die beiden Gitarristen Nick Polak und Reinier Vermeulen. Leadsingende Person Raven van Dorst ist intersexuell und führt im Niederländischen die nicht-binären Pronomen die / hen (deutsch etwa die / denen). Raven trat bereits zuvor an der Gitarre mit der Band Bad Candy in Erscheinung und brachte unter dem Pseudonym Elle Bandita die Alben Queen of Fools (2009) und Elle Bandita (2014) heraus. Einem überregionalen Publikum wurde die Band Dool bei einem Auftritt beim Roadburn Festival 2016 bekannt, es folgte ein Plattenvertrag mit Prophecy Productions.
Das Debütalbum Here Now, There Then wurde von Pieter Kloos produziert und erschien am 17. Februar 2017. Das Album erreichte Platz 46 der deutschen Albumcharts und wurde vom deutschen Magazin Metal Hammer zum Album des Monats und bei den Metal Hammer Awards als bestes Debütalbum ausgezeichnet.
Im Frühjahr 2017 war Dool als Vorband der polnischen Folkrock-Band Me and That Man auf Tournee durch Europa. Im Sommer folgte eine eigene Headliner-Tournee sowie ein Auftritt beim Metaldays-Festival. Ein Jahr später spielten Dool auf den Festivals Graspop Metal Meeting, Wacken Open Air, With Full Force, FortaRock Festival und Autumn Moon.

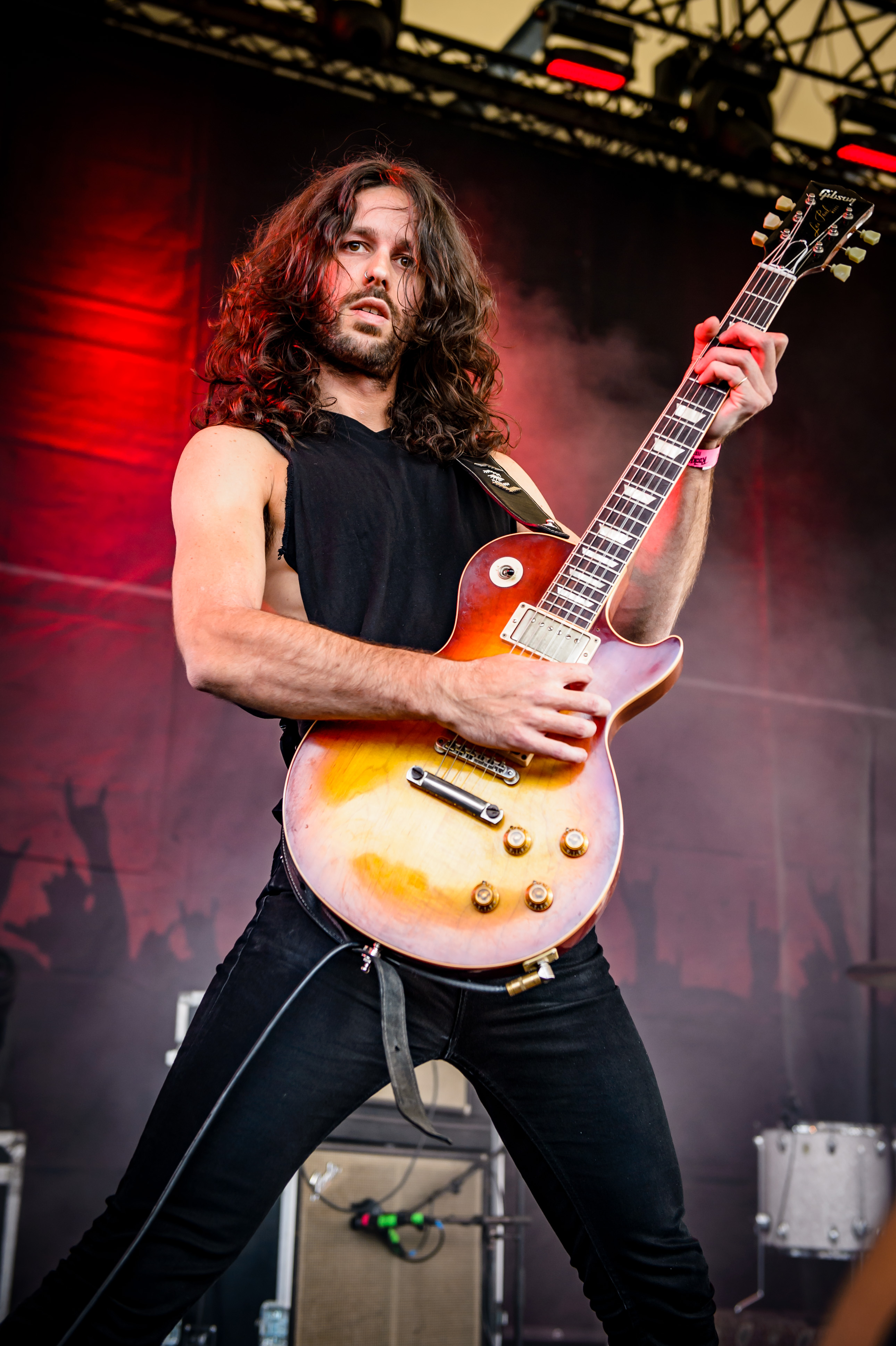
Gitarrist Nick Polak

### Love Like BloodundSummerland(seit 2019)
Am 17. Mai 2019 wurde die EP Love Like Blood veröffentlicht. Das Titellied ist eine Coverversion eines Liedes von Killing Joke. Dazu kommen zwei Liveaufnahmen vom Auftritt beim Rock Hard Festival 2018. Dool spielten 2019 auf dem Hellfest in Frankreich. Später verließ Reinier Vermeulen die Band. Sein Nachfolger wurde Omar Iskandr, mit dem Dool ihr zweites Studioalbum Summerland einspielte. Das Album wurde von Martin Ehrencrona produziert und wurde am 10. April 2020 veröffentlicht. Das deutsche Magazin Rock Hard wählte Summerland zum Album des Monats und erhielt vom Chefredakteur Boris Kaiser die Höchstnote zehn. Der April-Ausgabe lag die EP Sketches of Summerland bei, die neben zwei Titeln des kommenden Albums noch drei Live-Aufnahmen vom Rock Hard Festival 2018 enthält.
Summerland stieg auf Platz neun der deutschen Albumcharts ein. Das deutschen Onlinemagazin laut.de führt Summerland in der Liste der 25 besten Metal-Alben des Jahres auf Platz sechs.

## Stil
Ihr Musikstil wird zwischen Progressive Rock und Doom Metal mit Einflüssen aus Psychedelic Rock und Gothic Rock angesiedelt. Als Haupteinflüsse nennen die Musiker The Sisters of Mercy sowie Sonic Youth. Laut Raven van Dorst (Leadgesang) seien Alternative-Rock-Bands der 1990er Jahre wie Alice in Chains, Nirvana, Pearl Jam und Soundgarden Teil der Band-DNS.

## Diskografie

### Alben
| Jahr | Titel Musiklabel                           | Höchstplatzierung, Gesamtwochen, AuszeichnungChartplatzierungen (Jahr, Titel, Musiklabel, Platzierungen, Wochen, Auszeichnungen, Anmerkungen) | Höchstplatzierung, Gesamtwochen, AuszeichnungChartplatzierungen (Jahr, Titel, Musiklabel, Platzierungen, Wochen, Auszeichnungen, Anmerkungen) | Anmerkungen                                                        |
| Jahr | Titel Musiklabel                           | DE | CH | Anmerkungen                                                        |
| ---- | ------------------------------------------ | --- | --- | ------------------------------------------------------------------ |
| 2017 | Here Now, There Then Prophecy Productions  | DE46 (1 Wo.)DE | — | Erstveröffentlichung: 17. Februar 2017                             |
| 2020 | Summerland Prophecy Productions            | DE9 (2 Wo.)DE | CH39 (1 Wo.)CH | Erstveröffentlichung: 10. April 2020 # 5 der deutschen Vinylcharts |
| 2024 | The Shape of Fluidity Prophecy Productions | DE17 (1 Wo.)DE | CH84 (1 Wo.)CH | Erstveröffentlichung: 19. April 2024                               |

### Livealben
- 2023: Visions of Summerland (Live at Arminius Church) (Prophecy Productions)

### EPs
- 2019: Love Like Blood (Prophecy Productions)
- 2020: Sketches of Summerland (Beilage des Magazins Rock Hard)

### Singles
- 2016: Oweynagat (Prophecy Productions)
- 2016: She Goat (Prophecy Productions)

## Musikpreise
Metal Hammer Awards
| Jahr | Kategorie         | für                  | Resultat   |
| ---- | ----------------- | -------------------- | ---------- |
| 2017 | Bestes Debütalbum | Here Now, There Then | Gewonnen   |
| 2024 | Metal Anthem      | Venus in Flames      | Ausstehend |
| 2024 | Attitude          | Dool                 | Ausstehend |